# リブナ
リブナ(英語:LibnahまたはLobna、ヘブライ語: לִבְנָה)は旧約聖書に登場する地名である。ヘブル語で「白い」を意味する言葉である。現在の、テル・エス・サーフィーであると言われる。
ヨシュアがイスラエル人を率いて、マケダからリブナに進み、リブナを攻撃した。その結果リブナはイスラエルによって征服され、後にパレスチナ分割相続の際にユダ族の相続地になった。また、レビ人の居住地が指定された際には、祭司アロンの子孫のためにリブナとその放牧地が与えられた。
南ユダ王ヨラムの時に、この町は南ユダ王国の支配から脱しようとしたが、ヒゼキヤの時代には再びユダの支配下になった。